# Vasikka
Vasikka is een Zweeds eiland behorend tot de Haparanda-archipel. Het eiland ligt 10 kilometer ten zuiden van de plaats Haparanda. Het eiland ligt aan de noordoostpunt van Torne-Furö en maakt deel uit van het Torne-Furö Natuurreservaat. Het heeft geen oeververbinding en is onbebouwd.